# محور جغرافیایی تاریخ
«محور جغرافیایی تاریخ» (به انگلیسی: The Geographical Pivot of History) مقاله‌ای است که هالفورد جان مکیندر در سال ۱۹۰۴ به انجمن سلطنتی جغرافیا ارائه کرد و در آن به نظریهٔ قلب زمین (به انگلیسی: The Heartland) پرداخت. مکیندر در این مقاله، دامنهٔ تحلیل ژئوپلیتیکی را گسترش داد تا کل کرهٔ زمین را دربر گیرد. او آفرو-اوراسیا را به عنوان «جزیره جهانی» و «قلب» آن را منطقهٔ شرق ولگا، جنوب قطب شمال، غرب یانگ‌تسه، و شمال هیمالیا تعریف کرد. مکیندر با توجه به موقعیت راهبردی و منابع طبیعی، به این نتیجه رسید که:
هر آن که «قلب زمین» را به چنگ آورد، هم‌او شاه جهان باشد.
در حقیقت، قلب زمین مناطقی از زمین هست که به علت دوری از سواحل اقیانوس‌ها و آب‌های آزاد، استعمار و به‌ویژه ناوگان انگلیس توانایی دسترسی به آنجا را ندارد.

## جزیرهٔ جهانی
به گفتهٔ مکیندر، سطح زمین به سه دسته تقسیم می‌شد:
- جزیره جهانی، شامل قاره‌های به هم پیوستهٔ آفریقا، آسیا و اروپا (آفرو-اوراسیا)، که بزرگ‌ترین، پرجمعیت‌ترین و غنی‌ترین بخش زمین بود.
- جزایر فراساحلی شامل جزایر بریتانیا، هاینان، مجمع‌الجزایر ژاپن، ماداگاسکار، مجمع‌الجزایر مالایی، سری‌لانکا و فورموسا.
- جزایر دور افتاده، از جمله قاره‌های به هم پیوستهٔ آمریکای شمالی و آمریکای جنوبی (قاره آمریکا)، و همچنین اقیانوسیه.

### قلب زمین
قلب زمین در مرکز جزیرهٔ جهانی قرار دارد و از ولگا تا یانگ تسه و از قطب شمال تا هیمالیا امتداد دارد. قلب زمین در نظریه مکیندر منطقه‌ای بود که در آن زمان توسط امپراتوری روسیه و پس از آن توسط اتحاد جماهیر شوروی اداره می‌شد، منهای منطقهٔ شبه‌جزیرهٔ کامچاتکا، که در شرقی‌ترین قسمت روسیه، در نزدیکی جزایر آلیوتی و جزایر کوریل قرار داشت. 

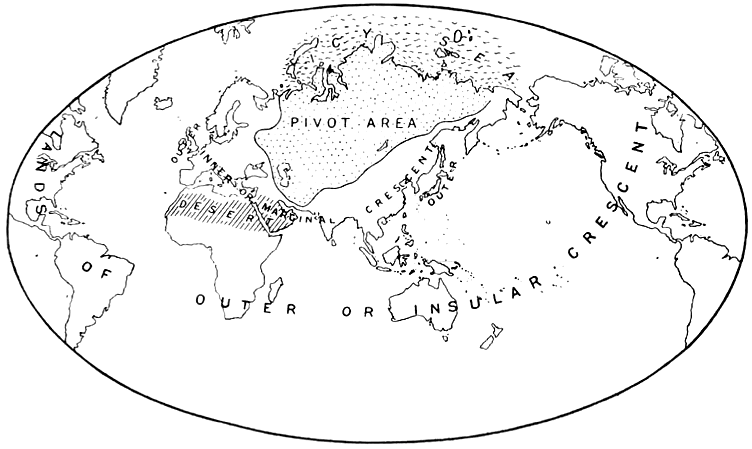
نقشه قلب زمین که توسط مکیندر در سال ۱۹۰۴ منتشر شد.